# بيت الاجتماع الديني

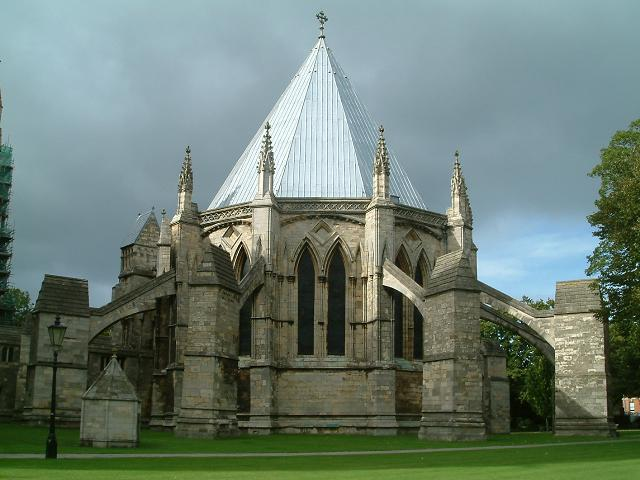
بيت الاجتماع الدينين في كتدرائية لنكولن ذات أكتاف تدعيم تحيط بالمبنى

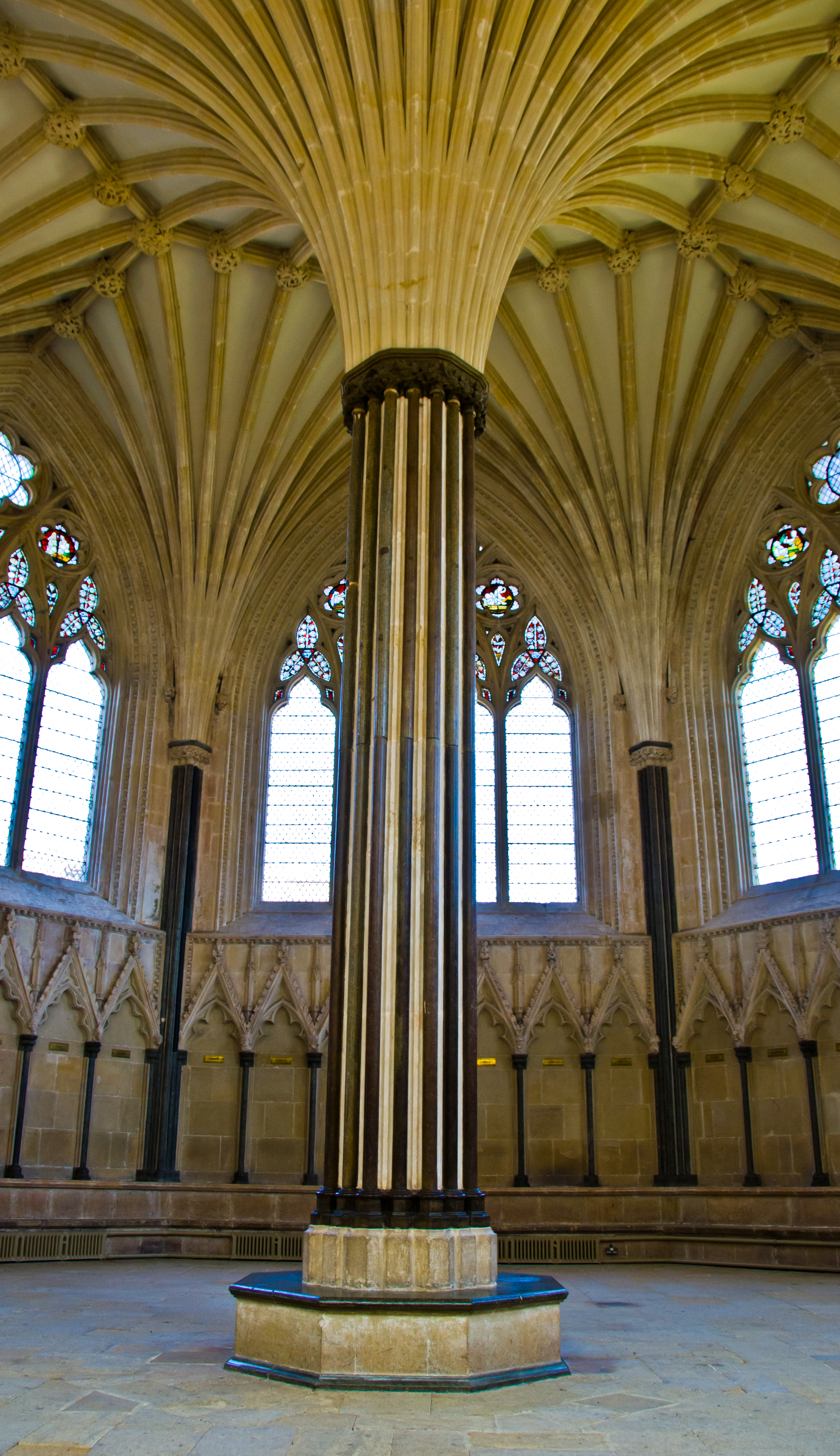
بيت الاجتماع الديني في كتدرائية وِلز بني ق. 1300

بيت الاجتماع الديني هو مبنى أو غرفة تشكل جزءًا من كتدرائية أو دير أو كنيسة جماعية ‏ تُعقد فيها الاجتماعات. عند إلحاقه بكتدرائية تجتمع هيئة الكنيسة الكتدرائية ‏ فيه. أما في الأديرة فغالبًا ما كان المجتمع بأكمله يجتمع فيها يوميًا للقراءات والاستماع إلى حديث رئيس الدير أو كبار الرهبان. يمكن أيضًا استخدام الغرف لعقد اجتماعات أخرى من مختلف الأنواع؛ ففي العصور الوسطى كان الملوك الذين يقومون بجولة في أراضيهم يعقدون اجتماعاتهم فيها. غالبًا ما تُعقد المجامع الكنسيّة والمحاكم الكنسية والاجتماعات المماثلة في دور الفصل.